# Baía de Teodósia

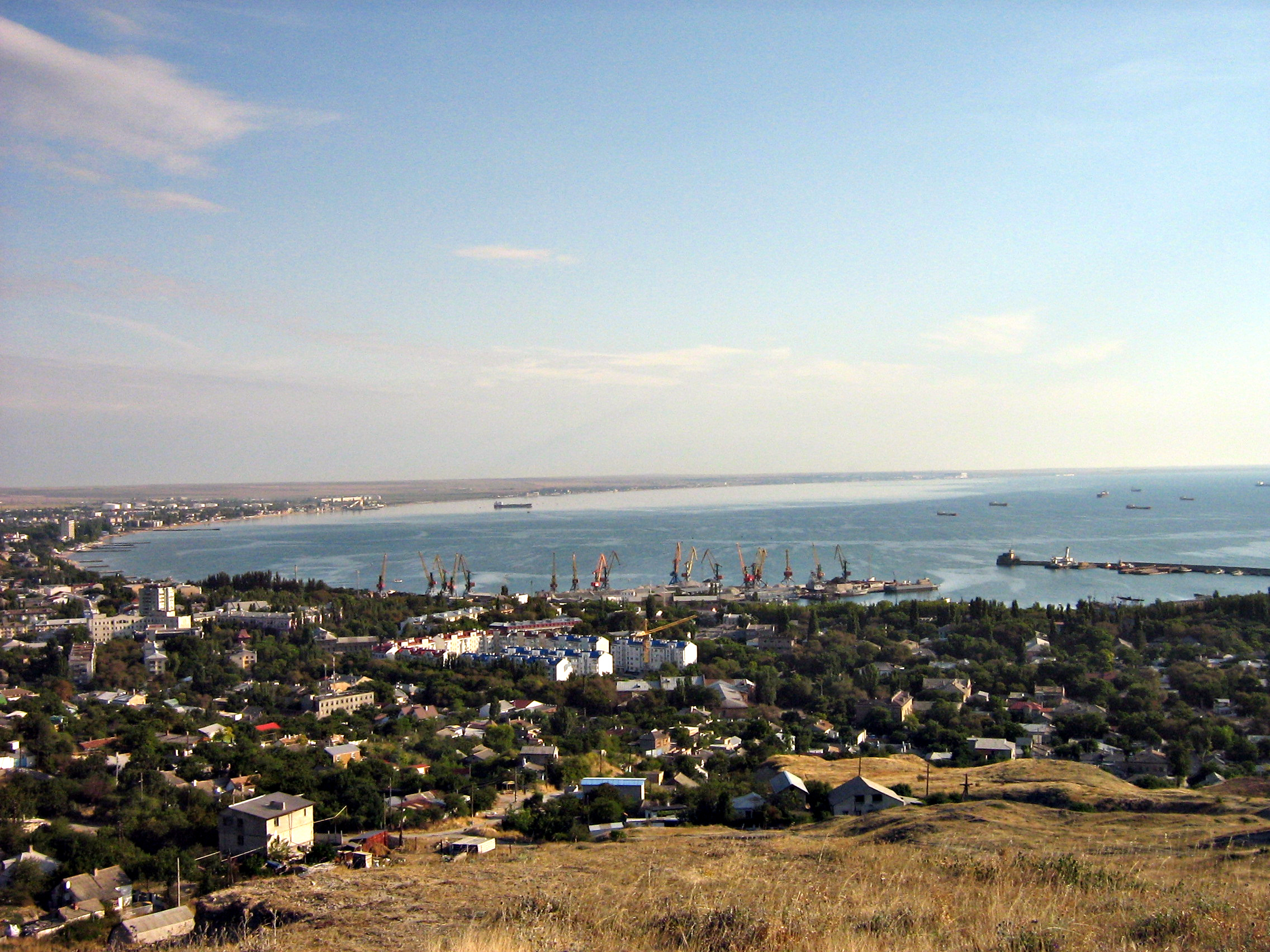
Vista da baía e do porto de Teodósia

A baía de Teodósia (em ucraniano:  Феодосі́йська затока, transl. Feodosíiska zatoka; em russo:  Феодосийский залив, transl. Feodosiyskiy zaliv; em tártaro da Crimeia:  Kefe körfezi) é uma baía no mar Negro localizada entre o cabo Elias e o cabo Chauda, perto de Teodósia, Crimeia. A baía tem 13 km de comprimento, 31 km de largura e 20–28 m de profundidade. As margens a oeste são baixas, constituídas por praias arenosas, enquanto que a leste são elevadas e abruptas.

## História
Em 1894, durante a construção do porto de Teodósia, o engenheiro e historiógrafo da Crimeia Alexander Bertié-Delagard descobriu várias estacas de madeira, pertencente a um antigo molhe anterior ao século XVIII. Em 1905 uma equipa de mergulhadores orientados por Lyudvik Kolli, encontraram 15 grandes ânforas lícias no fundo do mar da baía de Teodósia.
Em outubro de 1914, a marinha do Império Otomano bombardeou vários portos russos no mar Negro, incluindo o de Teodósia, o que marcou a sua entrada na Primeira Guerra Mundial. Durante a Segunda Guerra Mundial, após a batalha da península de Querche, o couraçado Parizhskaya Kommuna e o contratorpedeiro Tashkent bombardearam posições alemãs em alguns assentamentos na baía.